# Sibiřský federální okruh
Sibiřský federální okruh Ruské federace (rusky Сибирский федеральный округ, Sibirskij feděralnyj okrug) je jedním z 8 federálních okruhů Ruska. Zaujímá středozápadní část asijského Ruska a většinu geografického vyznačení Sibiře. Sídlem správy je Novosibirsk.

## Obecné údaje
Okruh zabírá 30,0 % rozlohy Ruska. Počet obyvatel mírně ubývá: podle sčítání v roc3 2002 zde žilo 20 062 938; v roce 2010 to bylo 19 256 426. Podíl městského obyvatelstva činí 72,0 %.

## Zahrnuté subjekty
- Republiky: Altajská republika, Tuva, Chakasie
- Kraje: Altajský kraj, Krasnojarský kraj
- Oblasti: Irkutská oblast, Kemerovská oblast, Novosibirská oblast, Omská oblast, Tomská oblast

Do roku 2018 byly součástí Sibiřského okruhu i Zabajkalský kraj a republika Burjatsko. V listopadu tohoto roku přešly na základě výnosu prezidenta Putina ze správy Sibiřského federálního okruhu do Dálněvýchodního.